# 寒川駅

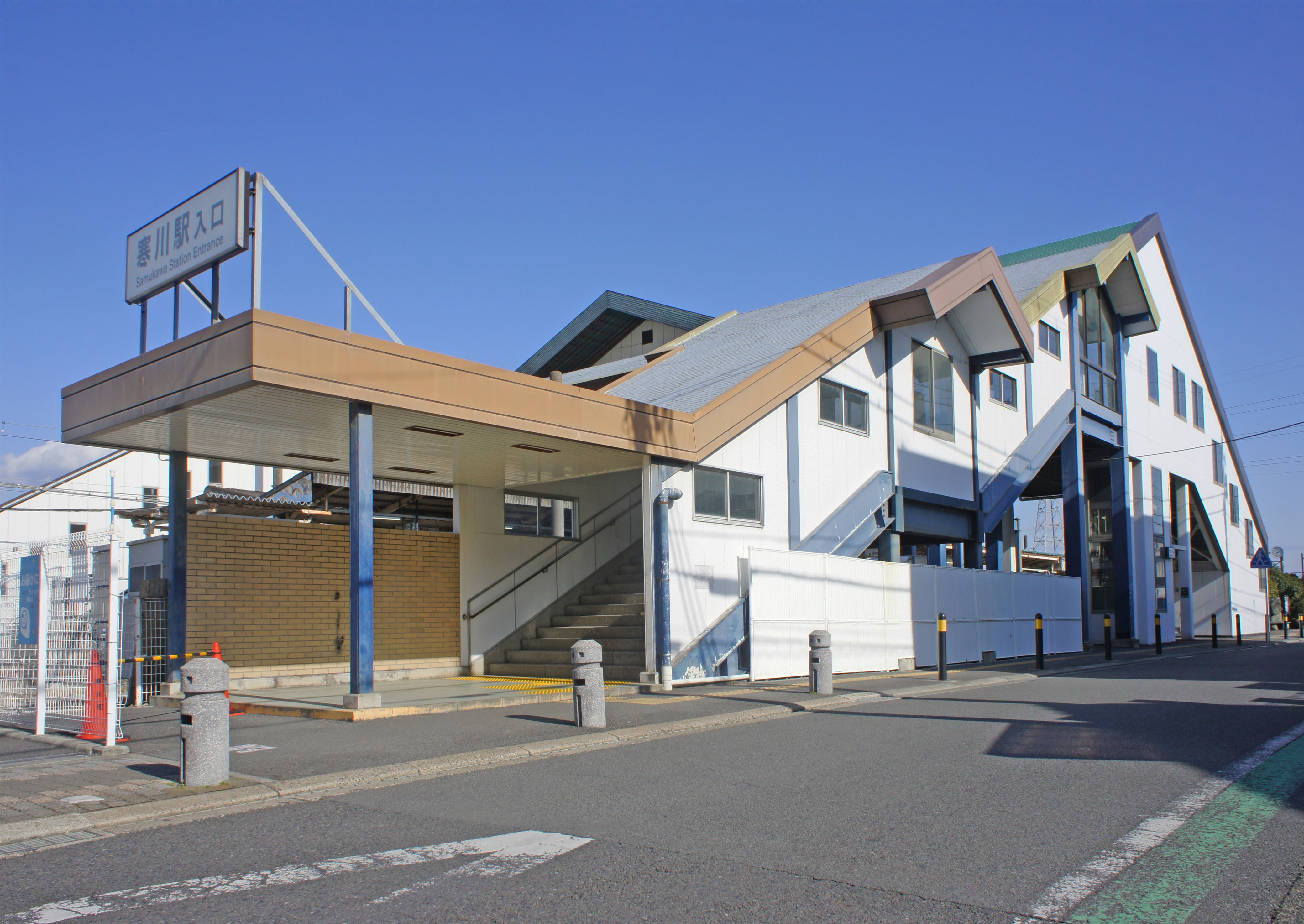
南口（2022年2月）

寒川駅（さむかわえき）は、神奈川県高座郡寒川町岡田一丁目にある、東日本旅客鉄道（JR東日本）相模線の駅である。

## 歴史
- 1921年（大正10年）9月28日：茅ケ崎 - 寒川間及び寒川 - 川寒川（貨物駅）間の開通時に相模鉄道の駅として開業[2][6]。
- 1922年（大正11年）5月10日：四之宮駅への貨物支線（四之宮支線）が開業[5]。
- 1931年（昭和6年）11月7日：川寒川駅への貨物支線が廃止（公示日）。
- 1944年（昭和19年）6月1日：国有化、運輸通信省（後の日本国有鉄道）相模線の駅となる[2][5]。
- 1971年（昭和46年）9月25日：貨物取り扱いを廃止[2]。
- 1982年（昭和57年）11月：自由通路（さかえばし）が供用開始。
- 1984年（昭和59年）
  - 2月1日：荷物扱い廃止[7]。
  - 4月1日：寒川支線廃止[5]。
- 1985年（昭和60年）9月7日：橋上駅舎化[1][8]。
- 1987年（昭和62年）4月1日：国鉄分割民営化により、JR東日本の駅となる[7]。
- 1997年（平成9年）2月20日：自動改札機を設置し、供用開始[9]。
- 2001年（平成13年）11月18日：ICカード「Suica」供用開始。
- 2006年（平成18年）4月：南口にエスカレーター及びエレベーターを設置。
- 2012年（平成24年）3月：北口にエレベーター及びエスカレーターを設置。
- 2013年（平成25年）7月1日：業務委託化[10]。

## 駅構造
島式ホーム1面2線を有する地上駅で、橋上駅舎を有している。橋上駅舎は1985年に完成したもので、建設費1億5300万円のうち寒川町が5800万円、寒川神社が3000万円を、残りを国鉄が負担して建設された。1984年3月まで、当駅から西寒川駅を経て四之宮駅（1944年廃止）までを結ぶ寒川支線（通称：西寒川支線、相模鉄道時代：四之宮支線）が分岐していた。また、かつては構内に多くの側線があり、当駅から茅ケ崎・西寒川間の区間列車の留置に使用されていたが、寒川支線の廃止に伴いほとんどが撤去されている。
茅ケ崎駅管理の業務委託駅（JR東日本ステーションサービス委託）で、みどりの窓口・自動券売機・多機能券売機・自動改札機・自動精算機が設置されている。また、お客さまサポートコールシステムが導入されており、早朝および夜間の一部時間帯は遠隔対応のため改札係員は不在となる。なお、出入口と改札外コンコースを結ぶエスカレーターとエレベーターは南口と北口に設置されている。

### のりば
| 番線 | 路線    | 方向 | 行先                   |
| ---- | ------- | ---- | ---------------------- |
| 1    | ■相模線 | 上り | 茅ケ崎方面             |
| 2    | ■相模線 | 下り | 厚木・海老名・橋本方面 |

（出典：JR東日本:駅構内図）

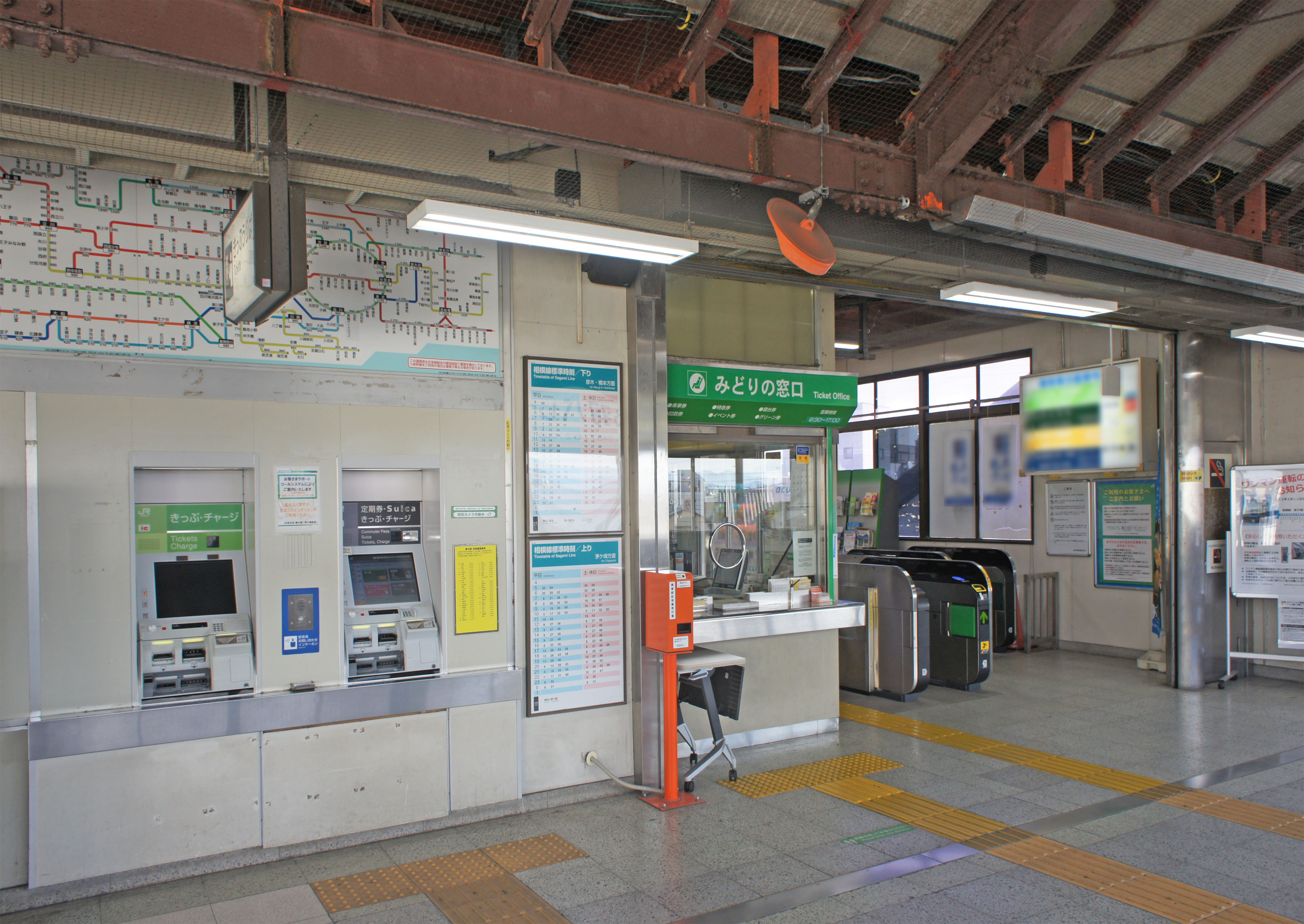
改札口（2022年2月）
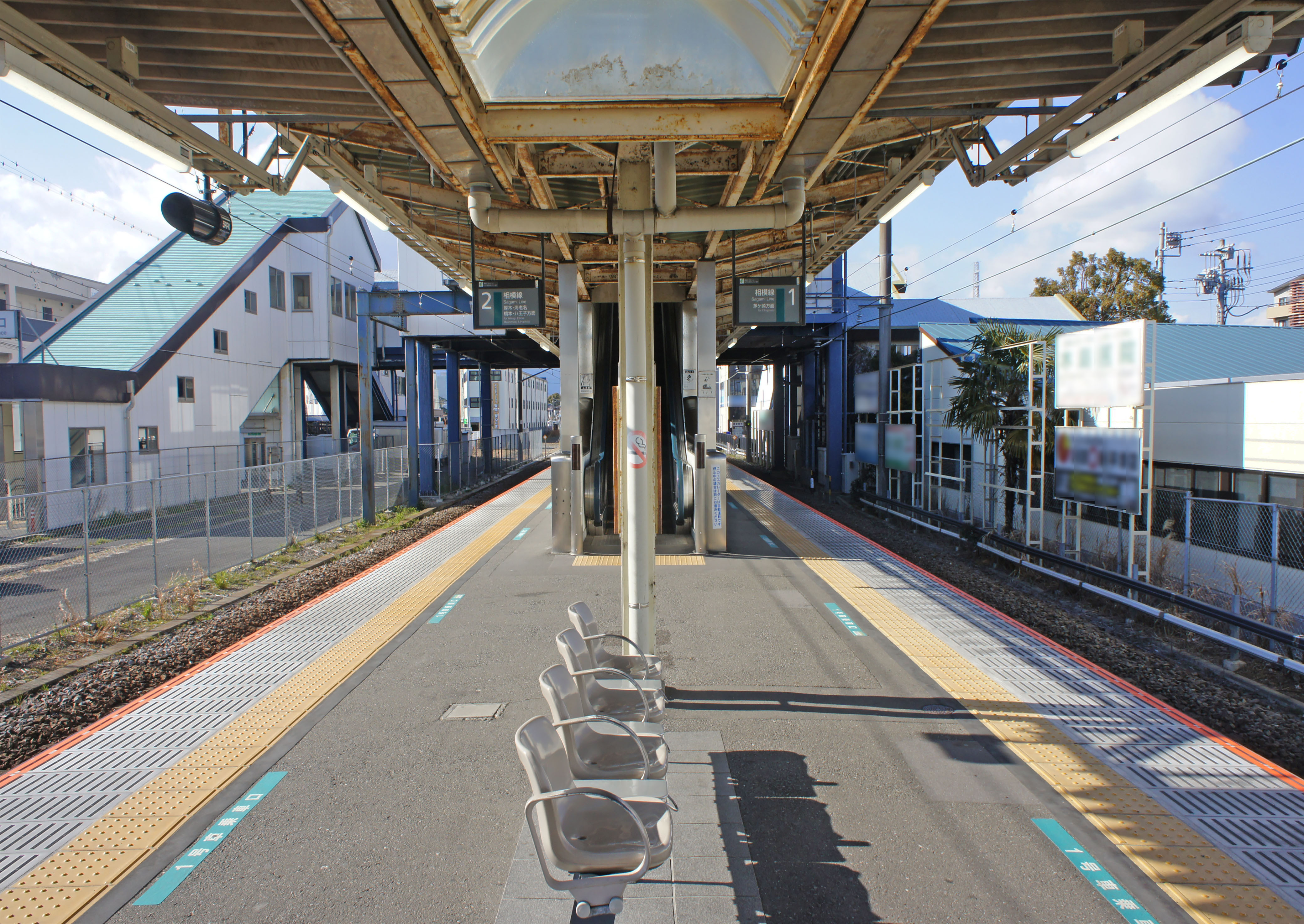
ホーム（2022年2月）

## 利用状況
2023年度（令和5年度）の1日平均乗車人員は6,447人で、相模線の乗り換え路線のない駅では最も多く、途中駅では海老名駅についで2番目に多い。
1995年度（平成7年度）以降の1日平均乗車人員は下表の通りである。
| 年度               | 1日平均 乗車人員 | 出典     |
| ------------------ | ---------------- | -------- |
| 1995年（平成07年） | 6,703            | [ * 1 ]  |
| 1998年（平成10年） | 6,839            | [ * 2 ]  |
| 1999年（平成11年） | 6,861            | [ * 3 ]  |
| 2000年（平成12年） | 6,428            | [ * 3 ]  |
| 2001年（平成13年） | 6,343            | [ * 4 ]  |
| 2002年（平成14年） | 6,378            | [ * 5 ]  |
| 2003年（平成15年） | 6,399            | [ * 6 ]  |
| 2004年（平成16年） | 6,478            | [ * 7 ]  |
| 2005年（平成17年） | 6,595            | [ * 8 ]  |
| 2006年（平成18年） | 6,773            | [ * 9 ]  |
| 2007年（平成19年） | 6,820            | [ * 10 ] |
| 2008年（平成20年） | 6,880            | [ * 11 ] |
| 2009年（平成21年） | 6,744            | [ * 12 ] |
| 2010年（平成22年） | 6,604            | [ * 13 ] |
| 2011年（平成23年） | 6,584            | [ * 14 ] |
| 2012年（平成24年） | 6,700            | [ * 15 ] |
| 2013年（平成25年） | 6,762            | [ * 16 ] |
| 2014年（平成26年） | 6,643            | [ * 17 ] |
| 2015年（平成27年） | 6,787            | [ * 18 ] |
| 2016年（平成28年） | 6,921            | [ * 19 ] |
| 2017年（平成29年） | 6,904            |          |
| 2018年（平成30年） | 6,938            |          |
| 2019年（令和元年） | 6,822            |          |
| 2020年（令和02年） | 5,096            |          |
| 2021年（令和03年） | 5,488            |          |
| 2022年（令和04年） | 6,050            |          |
| 2023年（令和05年） | 6,447            |          |

## 駅周辺

### 北口

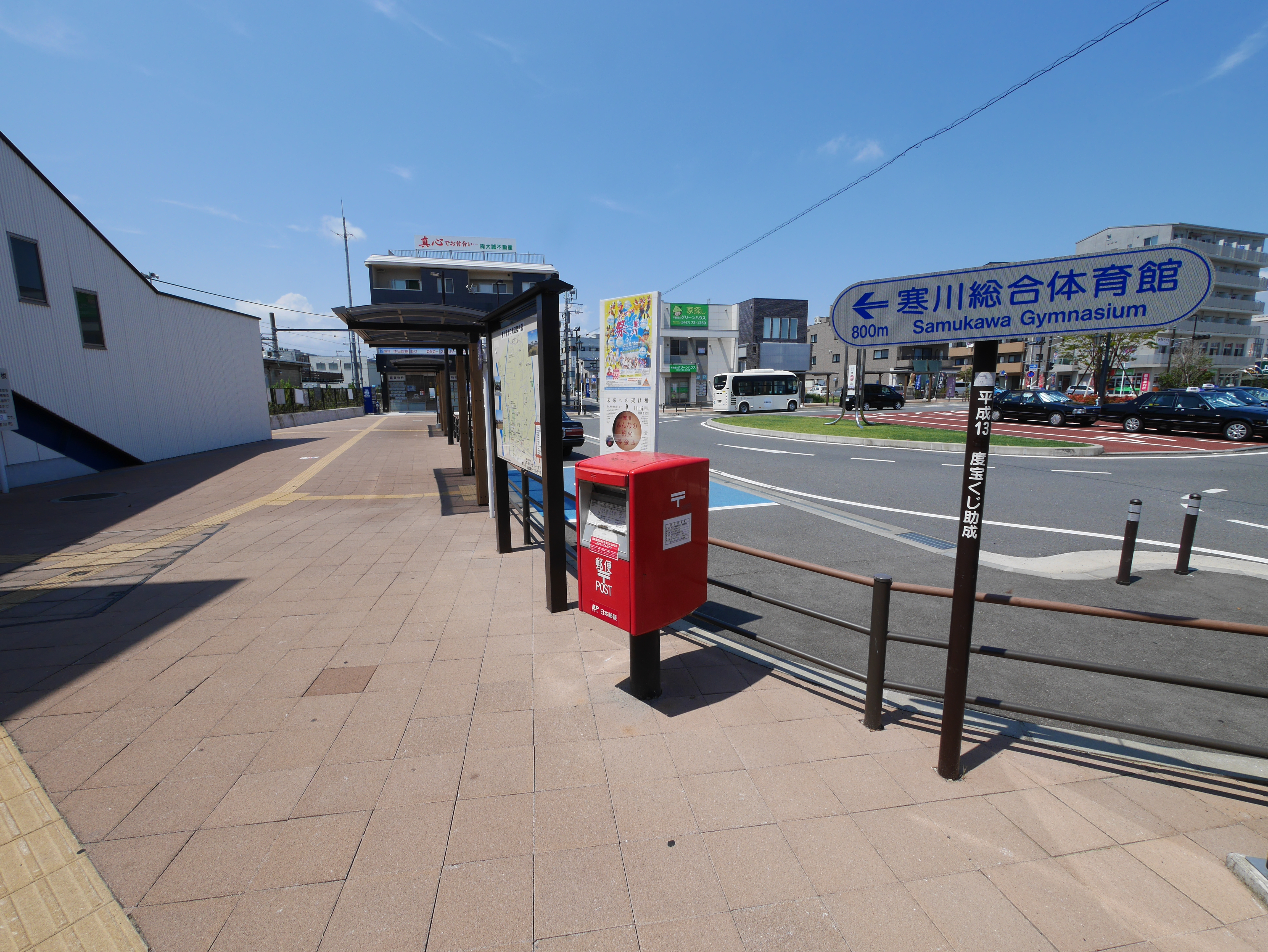
駅前広場（2015年8月）

北口周辺は住宅と商店が多くあり、駅北西の寒川町役場周辺には公共施設が集中している。駅前はかつては住宅や商店がひしめき合い、駅前広場もなく、町の玄関口としての機能を十分に有していなかったが、土地区画整理事業が1992年に開始され、2010年前後に駅前広場（バスロータリー）や広場へのアクセス道路、公園などが整備された。
- 寒川町役場
- 寒川町民センター
- 寒川総合図書館
- 寒川文書館
- 寒川総合体育館（シンコースポーツ寒川アリーナ）
- さむかわ中央公園
- 茅ケ崎警察署寒川駅前交番
- 茅ヶ崎市消防署寒川分署（旧・寒川町消防本部・寒川町消防署）
- 横浜銀行寒川支店
- 湘南信用金庫寒川支店
- 平塚信用金庫寒川支店
- JAさがみ寒川支店
- アメリア三和寒川ショッピングセンター
- 日産工機本社
- 安楽寺（相模国準四国八十八箇所）
- 菅谷神社
- 寒川キリスト教会
- 岡田遺跡 - 日本最大級の縄文遺跡
- 大神塚古墳

### 南口
南口周辺の一之宮地区は中世において鎌倉幕府の有力御家人であり、源頼朝の最側近として活躍した梶原景時が広大な館（一宮館、一之宮城）を構えていた。また、近世の江戸時代には「町屋村」とも呼ばれ、中原街道と大山街道（田村通り）が交差する交通の要所として発展した。数ある大山街道の内、東海道から分岐し、大山と江の島を直接結ぶ田村通りが最も人出が多く、一之宮はその宿場町として繁栄した。
駅南西の相模川沿岸に大型工業団地があるが、第2次世界大戦中は相模海軍工廠が置かれていた。
- 寒川町文化財学習センター
- 一之宮公園（かながわの公園50選） - 相模線の支線跡を活用
- 神奈川県立寒川高等学校
- 寒川駅前郵便局
- 一之宮八幡大神
- 景観寺
- 梶原景時館址

## バス路線

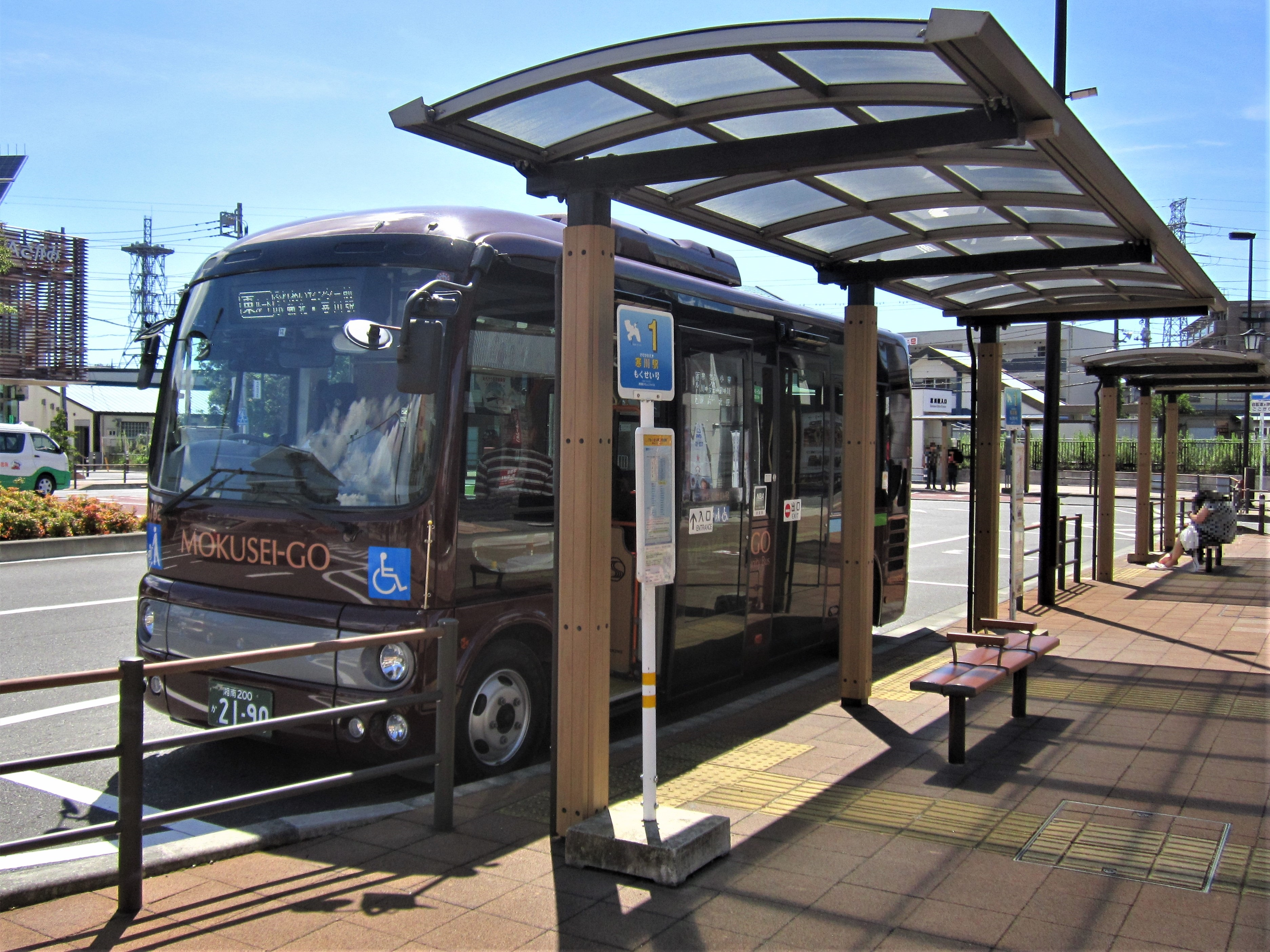
北口バスのりば

北口（「寒川駅」停留所）は駅前広場（バスロータリー）から海老名駅行きのバス（神奈川中央交通、相鉄バス）と寒川町コミュニティバスが発着する。
南口は駅前からやや離れた場所に暫定的なバス回転所（「寒川駅南口」停留所）が設置され、茅ケ崎駅行きのバスが発着する。
寒川駅
- 海73（神奈中）・綾73（相鉄）：海老名駅行
- 寒川町コミュニティバス「もくせい号」：東ルート、倉見大村ルート、南ルート

寒川駅南口
- 茅25・茅53・茅54：茅ケ崎駅行
- 茅26：茅ケ崎駅行 / 文教大学行

## その他
- JRには、当駅の他に2つ「寒川」という名の付く駅がある。この2駅は愛媛県四国中央市寒川町にあるJR四国予讃線の伊予寒川駅と、新潟県村上市寒川にあるJR東日本羽越本線の越後寒川駅である。しかし、3駅すべて「寒川」の読みが違っており、当駅が「さむかわ」なのに対し、前者は「さんがわ」、後者は「かんがわ」である。

## 隣の駅
東日本旅客鉄道（JR東日本）
■相模線
香川駅 - 寒川駅 - 宮山駅

### かつて存在した路線
日本国有鉄道
相模線（西寒川支線）
寒川駅 - 西寒川駅

### 記事本文
1. 1 2 3  “相模線寒川駅あすから橋上化”. 交通新聞 (交通協力会):  p. 1. (1985年9月6日)
2. 1 2 3 4  石野哲 編『停車場変遷大事典 国鉄・JR編』 II（初版）、JTB、1998年10月1日、81頁。ISBN 978-4-533-02980-6。
3. ↑  事業エリアマップ - JR東日本ステーションサービス.2021年9月14日閲覧
4. 1 2 3  “駅の情報（寒川駅）：JR東日本”.   東日本旅客鉄道. 2023年11月17日時点のオリジナルよりアーカイブ。2023年11月18日閲覧。
5. 1 2 3 4 5  石野哲 編『停車場変遷大事典 国鉄・JR編』 II（初版）、JTB、1998年10月1日、84頁。ISBN 978-4-533-02980-6。
6. ↑  石野哲 編『停車場変遷大事典 国鉄・JR編』 II（初版）、JTB、1998年10月1日、83頁。ISBN 978-4-533-02980-6。
7. 1 2  石野哲 編『停車場変遷大事典 国鉄・JR編』 II（初版）、JTB、1998年10月1日、82頁。ISBN 978-4-533-02980-6。
8. ↑  編集部「9月のメモ帳」『鉄道ピクトリアル』第35巻第12号（通巻456号）、電気車研究会、1985年12月1日、107頁、ISSN 0040-4047。
9. ↑  「JR年表」『JR気動車客車編成表 '97年版』ジェー・アール・アール、1997年7月1日、183頁。ISBN 4-88283-118-X。
10. 1 2  JR東日本ステーションサービス事業エリア (PDF)  Archived 2013年9月4日, at the Wayback Machine.
11. ↑  “東日本ユニオンNo.124号” (PDF). JR 東日本労働組合横浜地方本部. (2015年12月6日) 2016年3月13日閲覧。
12. ↑  統計さむかわ - 寒川町
13. ↑  神奈川県県勢要覧
14. ↑  “寒川町ホームページ　寒川駅北口土地区画整理事業”. 2018年8月26日閲覧。
15. ↑  “寒川文書館ホームページ　江戸時代の一之宮村”. 2019年2月28日閲覧。

バス関係
1. ↑  「寒川駅」バス停の時刻表、神奈川中央交通公式ホームページ、2021年7月17日閲覧
2. ↑  「寒川駅南口」バス停の時刻表、神奈川中央交通公式ホームページ、2021年7月17日閲覧

### 利用状況
JR東日本の2000年度以降の乗車人員
1. ↑  各駅の乗車人員（2000年度） - JR東日本
2. ↑  各駅の乗車人員（2001年度） - JR東日本
3. ↑  各駅の乗車人員（2002年度） - JR東日本
4. ↑  各駅の乗車人員（2003年度） - JR東日本
5. ↑  各駅の乗車人員（2004年度） - JR東日本
6. ↑  各駅の乗車人員（2005年度） - JR東日本
7. ↑  各駅の乗車人員（2006年度） - JR東日本
8. ↑  各駅の乗車人員（2007年度） - JR東日本
9. ↑  各駅の乗車人員（2008年度） - JR東日本
10. ↑  各駅の乗車人員（2009年度） - JR東日本
11. ↑  各駅の乗車人員（2010年度） - JR東日本
12. ↑  各駅の乗車人員（2011年度） - JR東日本
13. ↑  各駅の乗車人員（2012年度） - JR東日本
14. ↑  各駅の乗車人員（2013年度） - JR東日本
15. ↑  各駅の乗車人員（2014年度） - JR東日本
16. ↑  各駅の乗車人員（2015年度） - JR東日本
17. ↑  各駅の乗車人員（2016年度） - JR東日本
18. ↑  各駅の乗車人員（2017年度） - JR東日本
19. ↑  各駅の乗車人員（2018年度） - JR東日本
20. ↑  各駅の乗車人員（2019年度） - JR東日本
21. ↑  各駅の乗車人員（2020年度） - JR東日本
22. ↑  各駅の乗車人員（2021年度） - JR東日本
23. ↑  各駅の乗車人員（2022年度） - JR東日本
24. ↑  各駅の乗車人員（2023年度） - JR東日本

神奈川県県勢要覧
1. ↑  線区別駅別乗車人員（1日平均）の推移 (PDF)  - 19ページ
2. ↑  神奈川県県勢要覧（平成12年度）220ページ
3. 1 2  神奈川県県勢要覧（平成13年度） (PDF)  - 222ページ
4. ↑  神奈川県県勢要覧（平成14年度） (PDF)  - 220ページ
5. ↑  神奈川県県勢要覧（平成15年度） (PDF)  - 220ページ
6. ↑  神奈川県県勢要覧（平成16年度） (PDF)  - 220ページ
7. ↑  神奈川県県勢要覧（平成17年度） (PDF)  - 222ページ
8. ↑  神奈川県県勢要覧（平成18年度） (PDF)  - 222ページ
9. ↑  神奈川県県勢要覧（平成19年度） (PDF)  - 224ページ
10. ↑  神奈川県県勢要覧（平成20年度） (PDF)  - 228ページ
11. ↑  神奈川県県勢要覧（平成21年度） (PDF)  - 238ページ
12. ↑  神奈川県県勢要覧（平成22年度） (PDF)  - 236ページ
13. ↑  神奈川県県勢要覧（平成23年度） (PDF)  - 236ページ
14. ↑  神奈川県県勢要覧（平成24年度） (PDF)  - 232ページ
15. ↑  神奈川県県勢要覧（平成25年度） (PDF)  - 234ページ
16. ↑  神奈川県県勢要覧（平成26年度） (PDF)  - 236ページ
17. ↑  神奈川県県勢要覧（平成27年度） (PDF)  - 236ページ
18. ↑  神奈川県県勢要覧（平成28年度） (PDF)  - 244ページ
19. ↑  神奈川県県勢要覧（平成29年度） (PDF)  - 236ページ